# JOSM

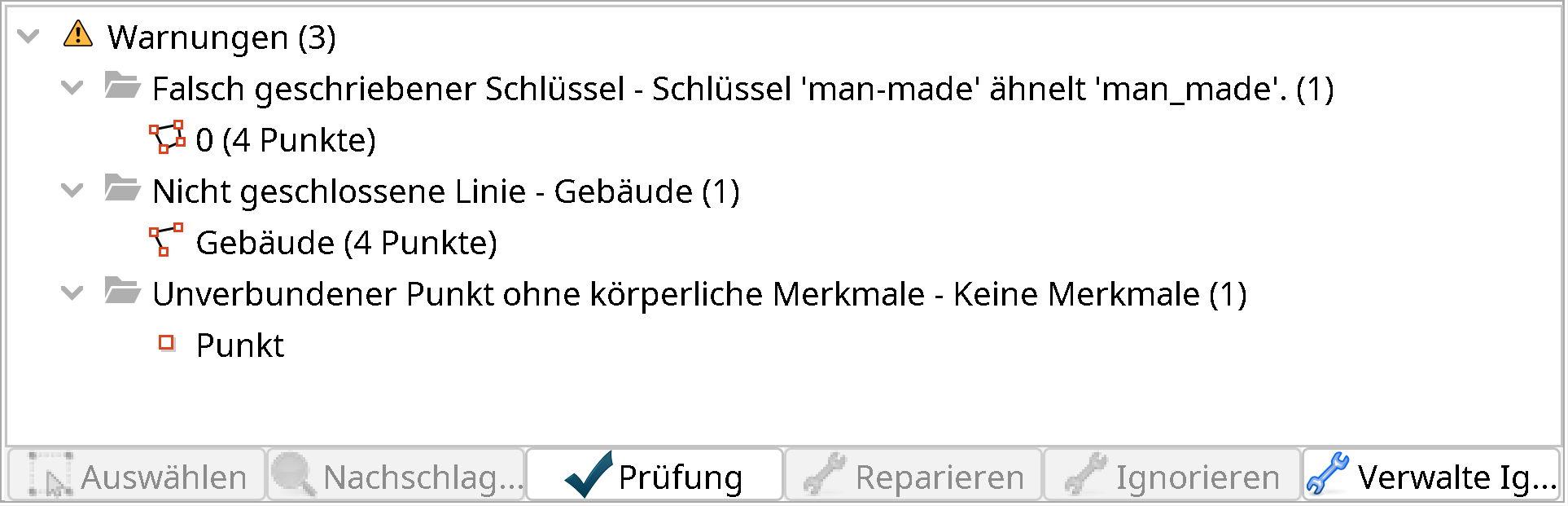
Datenprüfung mit drei Warnungen: 1. ein sinnlos gesetzter Punkt, 2. ein Schreibfehler (richtig ist man_made), 3. ein falsch gezeichnetes Gebäude (Linienzug nicht geschlossen)

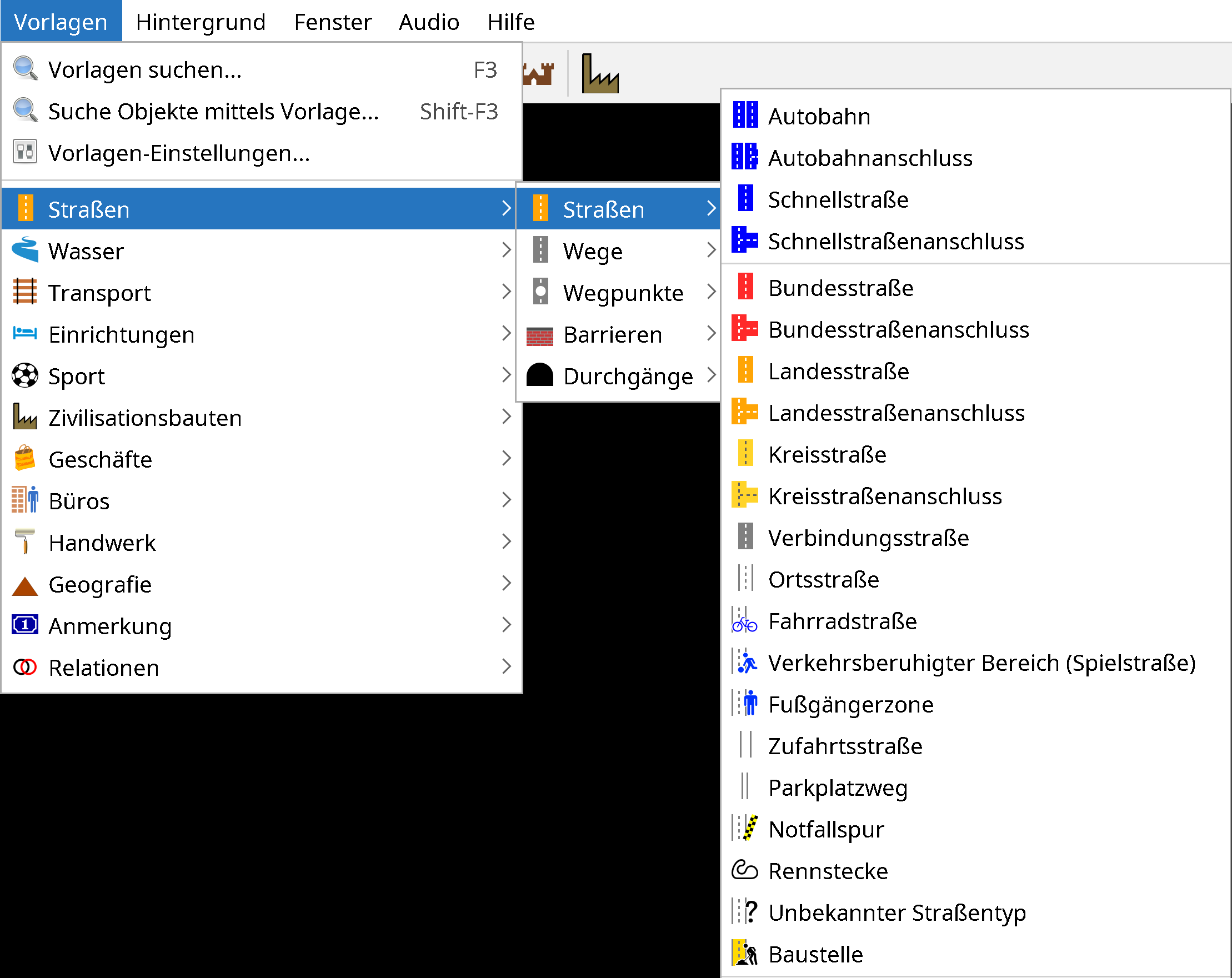
Objektvorlagen in JOSM

JOSM (anhörenⓘ) (Java OpenStreetMap Editor) ist ein Editor für Geodaten, der für die Bearbeitung von OpenStreetMap (OSM) entwickelt wurde. Laut Nutzungsstatistiken beträgt der Anteil von JOSM an OSM-Bearbeitungen etwa 67 Prozent. JOSM ist ein Offline-Editor für fortgeschrittene Benutzer.

## Technik
JOSM ist eine Java-Anwendung und kann daher auf vielen verschiedenen Betriebssystemen verwendet werden.
Bei vielen Linux-Distributionen lässt er sich direkt aus den Standard-Paketquellen installieren.
Das Programm ist modular angelegt und besitzt eine Schnittstelle für Plug-ins, zum Beispiel zum Importieren von georeferenzierten Bildern, also Fotos aus Digitalkameras, die mit GPS-Informationen zum Standort zum Zeitpunkt der Aufnahme versehen sind. Ein weiteres Plugin, livegps, erlaubt das Einlesen von GPS-Daten live über eine Verbindung zu einem gpsd-Server.
Es existieren über 140 Zusatzmodule.

## Oberfläche
In der Bearbeitungsansicht können Darstellungen unterschiedlicher Daten in verschiedenen Ebenen überlagert werden, deren Transparenz jeweils einstellbar ist. So kann in eine Ebene eine bearbeitbare Darstellung existierender (Vektor-)Kartendaten geladen werden und darunter mittels verschiedener Zusatzmodule zum Beispiel ein Orthofoto oder Punktespuren aus Wegaufzeichnungen eines GPS-Gerätes, um die bei der Bearbeitung der Kartendaten diese daran ausrichten und abpausen zu können. Öffentlich zugängliche Geodatenquellen im WMS-, TMS- oder WMTS-Format können ebenfalls als eigene Ebene eingebunden und dargestellt werden.
Eine Palette von Werkzeugen und konfigurierbare Dialogfelder erlauben die Bearbeitung der Vektor-Kartenobjekte (Wegpunkte, die zu Pfaden verbunden, welche wiederum zu Flächenobjekten geschlossen sein können) und ihrer Metadaten. Spezialwerkzeuge und -befehle erleichtern das massenhafte Verarbeiten der Kartenpunkte nach komplexeren Mustern. Ein Vorlagensystem erleichtert das sinnvolle Tagging, also die Zuweisung von Eigenschaften zu Kartenobjekten. Vor dem Hochladen in die OSM-Datenbank werden die editierten Kartendaten auf Schreibweise und Plausibilität überprüft und gegebenenfalls Warnungen ausgegeben.
JOSM ist (Stand Juni 2018) in 38 Sprachen lokalisiert.

## Entwicklung
Er wurde im Zusammenhang mit dem OpenStreetMap-Projekt von Immanuel Scholz entwickelt; das Projekt wird derzeit von Dirk Stöcker betreut.
JOSM nimmt als Teil von OpenStreetMap an Google Summer of Code teil.